# Rexel
Rexel é um grupo francês especializado na distribuição de equipamento eléctrico, aquecimento, iluminação e canalização, mas também em produtos e serviços de energias renováveis e eficiência energética, habitação ligada e serviços como aluguer de instrumentos portáteis ou suites de software para profissionais. Fundada em 1967, a Rexel expandiu sua gama ao longo dos anos. Hoje, sua oferta combina uma ampla gama de equipamentos com serviços nas áreas de automação, especialização técnica, gestão de energia, iluminação, segurança, engenharia climática, comunicação, automação residencial e energias renováveis.